# Gerichtsbezirk Schwechat

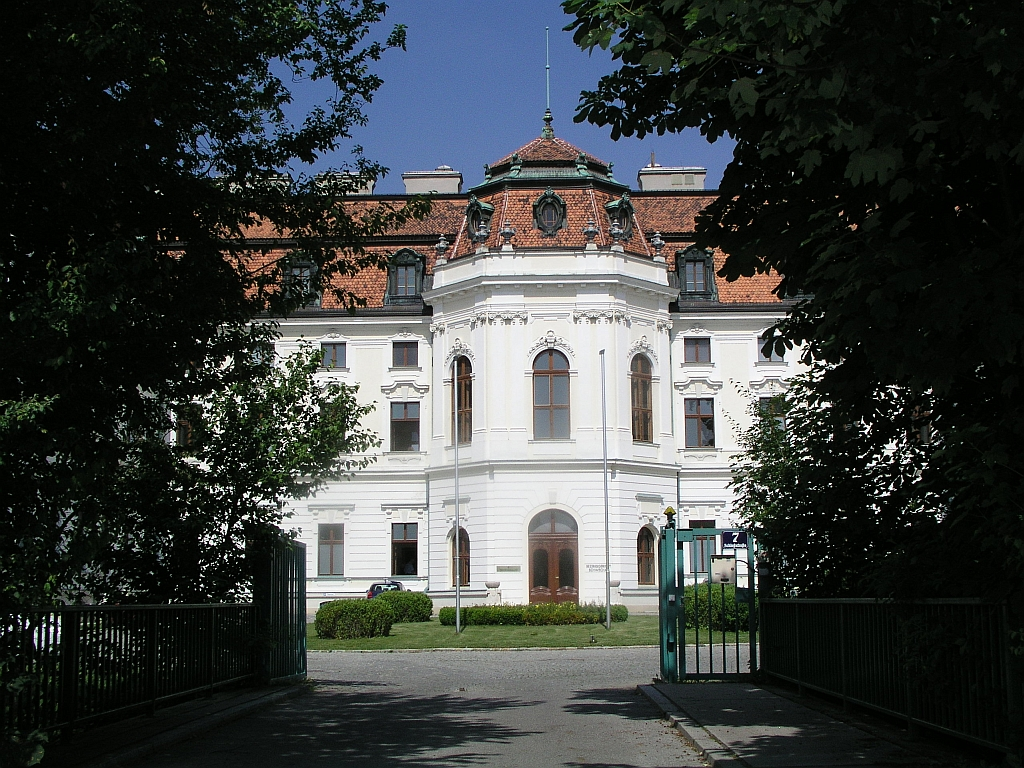
Bezirksgericht Schwechat (Schloss Altkettenhof)

Der Gerichtsbezirk Schwechat ist einer von 24 Gerichtsbezirken in Niederösterreich und umfasst den Westen des Bezirks Bruck an der Leitha. Der übergeordnete Gerichtshof ist das Landesgericht Korneuburg.
Nach dem Anschluss Österreichs 1939 wurde das Gericht in Amtsgericht Schwechat umbenannt und war nun dem Landgericht Wien nachgeordnet. 1945 erhielt es wieder den Namen Bezirksgericht.

## Gerichtssprengel
Einwohner: Stand 1. Jänner 2025

### Städte
- Fischamend (5.736)
- Schwechat (21.243)

### Marktgemeinden
- Gramatneusiedl (3.700)
- Himberg (8.324)
- Leopoldsdorf (5.613)
- Schwadorf (2.405)

### Gemeinden
- Ebergassing (4.372)
- Klein-Neusiedl (921)
- Lanzendorf (1.949)
- Maria-Lanzendorf (2.264)
- Moosbrunn (1.808)
- Rauchenwarth (803)
- Zwölfaxing (1.679)